# Burkhardswiesen
Burkhardswiesen ist eine totale Ortswüstung bei Weinsberg im Landkreis Heilbronn in Baden-Württemberg.

## Geschichte
Erstmals erwähnt wurde der Ort im Öhringer Stiftungsbrief von 1037 in einer Aufzählung von Stiftungen zwischen den Orten Grantschen und Ellhofen, weswegen man den Ort lange bei Ellhofen vermutete. Im namengebenden Gründer Burkhard meinten der Heimatforscher Hermann Bauer, und aufbauend darauf auch Hansmartin Decker-Hauff in einer Arbeit über den Stiftungsbrief noch einen Stammvater der Grafen von Calw und Grafen von Lauffen zu erkennen, der im Bottwartal reich begütert war und als Lehensträger auf Burg Weinsberg saß.
Der Ort lässt sich nur noch aufgrund von Archivalien und Flurnamen lokalisieren. Werner Heim lokalisierte den Ort aufgrund von alten Wegbeschreibungen und dem vermuteten Bezug zu einem Burgherren im Bereich des heutigen Weißenhofs nordöstlich der Burg Weinsberg, wo Wilhelm Mattes 1951 fränkische Reihengräber entdeckt hatte.
Später revidierte Heim seine Lokalisierung und verortete Burkhardswiesen künftig vielmehr anderthalb Kilometer südlich von Weinsberg bei der Mündung des Brühlbachs in den Stadtseebach, wo die Flurnamen Höfle, Höflesäcker und Höfleswiesen auf eine frühere Hofsiedlung hinweisen.
Die im württembergischen Lagerbuch von 1629 aufgeführten Lehen Beurbachlehen mit 15 Lehensinhabern und Vierthalblehen, genannnt zu Bückhartswiesen, mit 27 Lehensträgern geben einen Hinweis darauf, dass ein ehemals dort befindlicher größerer Besitz schon lange zerfallen sein musste. Das B(e)urbachslehen erscheint erstmals 1369 in den Lagerbüchern und war im Besitz der aus Heilbronn stammenden Patrizierfamilie Burbach, die im 13. Jahrhundert in die Dienste der Herren von Weinsberg trat und dafür den Hof in Burkhardswiesen als Lehen erhielt. Das B(e)urbachlehen war das herrschaftliche Lehen der Siedlung, während das Vierthalblehen den an Hörige vergebenen Teil von dreieinhalb Hofstellen umfasste. Während die Lehen als Ackerflächen noch lange Zeit Bestand hatten und der Besitz immer weiter zersplitterte, scheint man die Wohnsiedlung in Burkhardswiesen schon während der Siedlungskonszentration im hohen Mittelalter wieder aufgegeben und mit einem sicheren Wohnort in der ummauerten Stadt Weinsberg eingetauscht zu haben.